# Rainer Troppa
Rainer Troppa (Kolkwitz, 2 agosto 1958 – 9 settembre 2023) è stato un calciatore tedesco orientale dal 1990 tedesco, di ruolo difensore.

## Morte
E morto all'età di 65 anni ha giocato nel  Energie Cottbus e nel Berliner Fußballclub Dynamo tra gli anni 70 e 80.